# Sydslaver

Länder där majoriteten talar ett sydslaviskt språk.

Sydslaver är de slaver som talar sydslaviska språk och bebor huvudsakligen Balkan. Till sydslaver räknas bulgarer, makedonier, serber, bosniaker, kroater och slovener. Det finns ett stort antal sydslaviska folkgrupper som är regionala och är undergrenar av en större folkgrupp. Några exempel är montenegriner, bunjevci, šokci, janjevci och goraner.

## Genetik
Även om folkgrupper beskrivs som "slaver" och talar slaviska språk härrör de moderna sydslaviska folkens genetiska rötter i själva verket från en rad olika genetiska bakgrunder, vilket bekräftar komplexiteten i den etnogenetiska processen i östeuropa. En nyare genetisk studie  har undersökt flera slaviska befolkningar i syfte att lokalisera det protoslaviska hemlandet. En betydelsefull slutsats av studien är att två genetiskt skilda grupper av slaviska befolkningar existerar. Den första gruppen omfattade flera slavisktalande förutom de flesta av de sydslaviska folkgrupperna. Enligt författarna har de flesta slaver en hög frekvens av Haplogrupp R1a. Dess ursprung påstås kunna spåras till mitten av Dneprs avrinningsområde i Ukraina och spreds via migrerande manliga individer under den senaste istiden för 15000 år sedan . Den andra gruppen består av de sydligaste slaviska folkgrupperna: bulgarer, de flesta kroater, bosnier, makedonier och serber, som har en signifikant lägre frekvens av R1a (~ 15%). Enligt författarna förklaras detta fenomen med "...det bidrag av Y-kromosomer till det genetiska arvet för sydslaverna av folkgrupper som bosatte sig i Balkanregion före den slaviska expansionen..." . Å andra sidan är Subklad I2a1 av Haplogrupp I2 (Y-DNA) typisk för västra sydslaver, särskilt dalmatiska kroater och herzegoviner (45-50%), med hög frekvens i alla sydslaver (> 20%) . Den högsta frekvensen och mångfalden av Subklad I2a1 bland befolkningen på västra Balkan ger stöd till hypotesen att den adriatiska regionen i dagens Kroatien fungerade som tillflyktsort för befolkningar som bar Haplogrupp I2 under den senaste istiden. Subklad-skillnaden tycks ha uppstått för ett- till femtusen åren sedan . Y haplogrupp E1b1b1a och särskilt klad E-V13 är vanlig på Balkan och vissa delar av Italien. Höga frekvenser (> 20%) har hittats bland bulgarer, montenegriner, makedonier och serber . Fylogenetisk analys pekar tydligt på att dessa linjer har spridit sig genom Europa, från Balkan i en "snabb demografisk expansion " . E-V13 är i alla fall generellt beskrivet i populationsgenetik som en av de komponenter, som visar bidraget från befolkningar som spridit den neolitiska teknologin från Mellanöstern genom Europa . Även de mitokondriella genpoolerna från de slavisk-etniska grupperna har visats bevara särdrag som antyder en gemensam förfader för dessa och sydeuropeiska befolkningar (särskilt de på Balkanhalvön) och västslaver . Slutligen tyder testresultaten på en gemensam härstamning för alla balkans populationer. Brist på samband mellan genetisk differentiering och språk eller etnicitet belägger att inga större vandringbarriärer har funnits vid skapandet av Balkans komplexa mänskliga pussel . Den genetiska homogeniteten bland Balkans populationer tyder antingen på en senare gemensam förfader till alla populationer i sydöstra Europa eller starka genflöden mellan dem, vilket eliminerat initiala skillnader. Med hänsyn taget till att regionen har haft en relativt hög befolkningstäthet sedan den neolitiska perioden och att denna region utgör anslutningen av färdleder som förbinder de kulturella centra i Mellanöstern med olika europeiska områden .